# Trioceros narraioca
Trioceros narraioca là một loài thằn lằn trong họ Chamaeleonidae. Loài này được Necas, Modry & Slapeta mô tả khoa học đầu tiên năm 2003.